# Acomys cineraceus
Acomys cineraceus és una espècie de mamífer rosegador de la família dels múrids. Viu a Etiòpia, Kenya, el Sudan, el Sudan del Sud i Uganda. Es tracta d'un animal insectívor. Els seus hàbitats naturals són les zones rocoses i els semideserts. És una espècie en risc mínim, és a dir, no sembla que hi hagi cap amenaça significativa per a la seva supervivència. El seu nom específic, cineraceus, significa ‘cendrós' en llatí.